# Charles Kao
Charles Kuen Kao CBE FRS FREng (traditioneel Chinees: 高錕, vereenvoudigd Chinees: 高锟, Pinyin: Gāo Kūn) (Shanghai, 4 november 1933 – Hongkong, 23 september 2018) was een Chinees wetenschapper. Hij was een pionier op het gebied van het gebruik van optische vezels voor telecommunicatie en wordt wereldwijd gezien als “de vader van de optische communicatie”. In 2009 kreeg hij voor zijn werk op dit gebied de helft van de Nobelprijs voor Natuurkunde. De andere helft ging naar George E. Smith en Willard Boyle.

## Biografie
Kao werd geboren in Shanghai, maar zijn Jiaxiang is in Jinshan, Jiangsu. Hij studeerde thuis samen met zijn broer Chinese klassiekers, onder toezicht van een tutor. Daarna studeerde hij Engels en Frans aan een internationale school in Shanghai.
Kao's familie verhuisde in 1948 naar Hongkong, alwaar hij in 1952 zijn middelbare school afrondde aan het St. Joseph’s College. Kao studeerde vervolgens elektrotechniek aan Woolwich Polytechnic (de huidige Universiteit van Greenwich.
Na het behalen van zijn Bachelor of Science in 1957 richtte Kao zich op onderzoeken, en haalde in 1965 zijn PhD in elektrotechniek aan de Universiteit van Londen. Tijdens deze studie werkte hij ook als monteur voor Standard Telephones and Cables (STC) in hun onderzoekscentrum in Harlow, Engeland. Hier deed hij enkele van zijn belangrijke ontdekkingen, waaronder zijn werk op het gebied van optische communicatie.
In 1970 werd Kao lid van de Chinese Universiteit van Hongkong (CUHK), alwaar hij het departement voor elektronica oprichtte. Dit werd later het departement voor elektrotechniek. Onder zijn leiding werden ook enkele onderzoeksfaciliteiten opgericht. In 1974 ging Kao terug naar ITT en de Verenigde Staten. In 1982 werd hij technisch directeur voor ITT. Tijdens zijn verblijf in de Verenigde Staten was hij tevens gastdocent aan de Yale-universiteit.
Van 1987 tot 1996 was Kao vice-kanselier van de Chinese Universiteit van Hongkong. Ook was hij voorzitter en CEO van ITX Services.
Charles Kuen Kao leed de laatste jaren van zijn leven aan de ziekte van Alzheimer. Hij stierf in 2018 op 84-jarige leeftijd in een sanatorium in Hongkong.

## Glasvezeltechniek
Begin jaren 1960 experimenteerde Kao voor het eerst met geleiding van licht door optische kabels. Deze technologie kwam in een stroomversnelling na de uitvinding van de laser in 1960 door Theodore Maiman. Het probleem waar Kao tegenaan liep was dat in glasvezels zoveel van het laserlicht weglekte dat er na 20 meter nog maar 1 procent van het licht over was.
Samen met zijn STC-collega George Hockham onderzocht hij dit probleem en ontdekte dat het licht weglekte door onzuiverheden in het glas. Zijn ontdekking leidde tot nieuwe productiemethodes, onder andere door kabels te maken van superheet gesmolten kwarts. De rest van zijn carrière besteedde Kao aan het verbeteren van de glasvezeltechnologie. Hedendaagse glasvezelkabels geleiden licht zo goed dat na een kilometer meer dan 95 procent van het licht aankomt.

## Erkenning
Naast de Nobelprijs voor Natuurkunde werd Kao onderscheiden met vele prestigieuze prijzen, waaronder de Stuart Ballantine Medal (1977) van het Franklin Institute, de IEEE Alexander Graham Bell Medal (1985), de IET Faraday Medal (1989), de Japanprijs (1996) en de Charles Stark Draper Prize (1999).

## Werken
- Optical Fiber Technology II (1980)
- Optical Fiber Systems: Technology, Design, and Applications (1982)
- Technology Road Maps for Hong Kong: An In-Depth Study of Four Technology Areas (1991, met Kenneth Young)
- A Choice Fulfilled: The Business of High Technology (1991)